# District de Mambah-Kaba
Le district de Mambah-Kaba est une subdivision du comté de Margibi au Liberia. 
Les autres districts du comté de Margibi sont :
- Le district de Firestone
- Le district de Gibi
- Le district de Kakata